# Impatiens edgeworthii
Impatiens edgeworthii är en balsaminväxtart som beskrevs av Joseph Dalton Hooker. Impatiens edgeworthii ingår i släktet balsaminer, och familjen balsaminväxter. Inga underarter finns listade i Catalogue of Life.